# Никола Стевановић (фудбалер)
Никола Стевановић (Ниш, 13. септембра 1998) српски је фудбалер који тренутно наступа за Оцелул Галаци.

## Каријера
Пре него што је приступио млађим категоријама Радничког, Стевановић је тренирао са екипама Наша крила из Белотинца и фудбалској школи Филип Филиповић из Ниша. Раду са првим тимом прикључен је код тренера Милана Раставца, а за први тим је дебитовао 2. марта 2016. године на сусрету са Партизаном у оквиру четвртфинала Купа Србије. Нешто касније, исте сезоне, дебитовао је и у Суперлиги Србије, против новосадске Војводине. Пред почетак наредне сезоне потписао је професионални уговор са клубом. За Раднички је до краја такмичарске 2017/18. одиграо 10 званичних утакмица у свим такмичењима, а затим је наредну сезону провео на позајмици у врањском Динаму. По повратку у матичну екипу усталио се у постави и у наредним сезонама стандардно наступао у домаћем шампионату и Купу Србије. Уговор је продужио у септембру 2020.
У јануару 2022. Стевановић је потписао двоипогодишњи уговор са Инголштатом, чланом немачке 2. Бундеслиге. Почетком септембра 2023. приступио је крушевачком Напретку где је провео једну сезону. Последњег дана јуна наредне године представљен је у Оцелулу с којим је потписао двогодишњи уговор.

## Репрезентација
Стевановић је добио позив у репрезентативну селекцију узраста до 18 година за коју је наступао током 2016. године. У октобру исте године позван је на окупљање омладинске селекције.
У јануару 2021. добио је позив вршиоца дужности селектора, Илије Столице, за учешће на турнеји репрезентације Србије састављене претежно од фудбалера из домаће Суперлиге. Дебитовао је истог месеца на пријатељском сусрету са Доминиканском Републиком у Санто Домингу, ушавши у игру уместо Немање Мићевића на полувремену.

## Статистика

### Клупска
Ажурирано 6. јула 2024.
|                          |          |                       |     |   |   |   |   |   |   |   |     |   |  |  |
| Раднички Ниш             | 2015/16. | Суперлига Србије      | 1   | 0 | 1 | 0 | — | — | — | — | 2   | 0 |  |  |
| Раднички Ниш             | 2016/17. | Суперлига Србије      | 2   | 0 | 0 | 0 | — | — | — | — | 2   | 0 |  |  |
| Раднички Ниш             | 2017/18. | Суперлига Србије      | 6   | 0 | 0 | 0 | — | — | — | — | 6   | 0 |  |  |
|                          |          |                       |     |   |   |   |   |   |   |   |     |   |  |  |
| Динамо Врање (позајмица) | 2018/19. | Суперлига Србије      | 22  | 0 | 1 | 0 | — | — | 2 | 0 | 25  | 0 |  |  |
|                          |          |                       |     |   |   |   |   |   |   |   |     |   |  |  |
| Раднички Ниш             | 2019/20. | Суперлига Србије      | 20  | 1 | 3 | 1 | 0 | 0 | — | — | 23  | 2 |  |  |
| Раднички Ниш             | 2020/21. | Суперлига Србије      | 33  | 1 | 1 | 0 | — | — | — | — | 34  | 1 |  |  |
| Раднички Ниш             | 2021/22. | Суперлига Србије      | 18  | 0 | 0 | 0 | — | — | — | — | 18  | 0 |  |  |
| Раднички Ниш             | Укупно   | Укупно                | 80  | 2 | 5 | 1 | 0 | 0 | — | — | 85  | 3 |  |  |
|                          |          |                       |     |   |   |   |   |   |   |   |     |   |  |  |
| Инголштат                | 2021/22. | 2. Бундеслига Немачке | 6   | 0 | — | — | — | — | — | — | 6   | 0 |  |  |
| Инголштат                | 2022/23. | 3. лига Немачке       | 9   | 0 | 0 | 0 | — | — | — | — | 9   | 0 |  |  |
| Инголштат                | Укупно   | Укупно                | 15  | 0 | 0 | 0 | — | — | — | — | 15  | 0 |  |  |
|                          |          |                       |     |   |   |   |   |   |   |   |     |   |  |  |
| Инголштат II             | 2022/23. | Пета лига Немачке     | 2   | 0 | — | — | — | — | — | — | 9   | 0 |  |  |
| Инголштат II             | 2023/24. | Пета лига Немачке     | 2   | 0 | — | — | — | — | — | — | 2   | 0 |  |  |
| Инголштат II             | Укупно   | Укупно                | 4   | 0 | 0 | 0 | — | — | — | — | 4   | 0 |  |  |
|                          |          |                       |     |   |   |   |   |   |   |   |     |   |  |  |
| Напредак Крушевац        | 2023/24. | Суперлига Србије      | 17  | 0 | 1 | 0 | — | — | — | — | 18  | 0 |  |  |
|                          |          |                       |     |   |   |   |   |   |   |   |     |   |  |  |
| Каријера                 | Каријера | Каријера              | 138 | 2 | 7 | 1 | 0 | 0 | 2 | 0 | 147 | 3 |  |  |
|                          |          |                       |     |   |   |   |   |   |   |   |     |   |  |  |

### Утакмице у дресу репрезентације
| Репрезентација Србије у узрасту до 18 година старости | Репрезентација Србије у узрасту до 18 година старости                    | Репрезентација Србије у узрасту до 18 година старости                    | Репрезентација Србије у узрасту до 18 година старости                    | Репрезентација Србије у узрасту до 18 година старости                    | Репрезентација Србије у узрасту до 18 година старости                    | Репрезентација Србије у узрасту до 18 година старости                    | Репрезентација Србије у узрасту до 18 година старости | Репрезентација Србије у узрасту до 18 година старости | Репрезентација Србије у узрасту до 18 година старости |
| #                                                     | Датум                                                                    | Такмичење                                                                | Локација                                                                 | Домаћин                                                                  | Резултат                                                                 | Гост                                                                     | Гол                                                   | Реф.                                                  |                                                       |
| ----------------------------------------------------- | ------------------------------------------------------------------------ | ------------------------------------------------------------------------ | ------------------------------------------------------------------------ | ------------------------------------------------------------------------ | ------------------------------------------------------------------------ | ------------------------------------------------------------------------ | ----------------------------------------------------- | ----------------------------------------------------- | ----------------------------------------------------- |
| 1.                                                    | 15. март 2016.                                                           | Пријатељска утакмица                                                     | Спoртски центaр ФС Јерменије, Јереван                                    | Јерменија                                                                | 1 : 4                                                                    | Србија                                                                   |                                                       | [ 31 ]                                                |                                                       |
| 2.                                                    | 17. март 2016.                                                           | Пријатељска утакмица                                                     | Спoртски центaр ФС Јерменије, Јереван                                    | Јерменија                                                                | 1 : 1                                                                    | Србија                                                                   |                                                       | [ 32 ]                                                |                                                       |
| 3.                                                    | 21. април 2016.                                                          | Пријатељска утакмица                                                     | Кућа фудбала, Стара Пазова                                               | Србија                                                                   | 1 : 1                                                                    | Мађарска                                                                 |                                                       | [ 33 ]                                                |                                                       |
| 4.                                                    | 26. мај 2016.                                                            | Пријатељска утакмица                                                     | СЦ Вујадин Бошков, Нови Сад                                              | Србија                                                                   | 0 : 2                                                                    | Босна и Херцеговина                                                      |                                                       | [ 34 ]                                                |                                                       |
| 4                                                     | Укупан број утакмица, постигнутих погодака и минута проведених на терену | Укупан број утакмица, постигнутих погодака и минута проведених на терену | Укупан број утакмица, постигнутих погодака и минута проведених на терену | Укупан број утакмица, постигнутих погодака и минута проведених на терену | Укупан број утакмица, постигнутих погодака и минута проведених на терену | Укупан број утакмица, постигнутих погодака и минута проведених на терену | 0                                                     | [ 35 ]                                                |                                                       |

| Фудбалска репрезентација Србије | Фудбалска репрезентација Србије                                          | Фудбалска репрезентација Србије                                          | Фудбалска репрезентација Србије                                          | Фудбалска репрезентација Србије                                          | Фудбалска репрезентација Србије                                          | Фудбалска репрезентација Србије                                          | Фудбалска репрезентација Србије | Фудбалска репрезентација Србије | Фудбалска репрезентација Србије |
| #                               | Датум                                                                    | Такмичење                                                                | Локација                                                                 | Домаћин                                                                  | Резултат                                                                 | Гост                                                                     | Мин.                            | Гол                             | Реф.                            |
| ------------------------------- | ------------------------------------------------------------------------ | ------------------------------------------------------------------------ | ------------------------------------------------------------------------ | ------------------------------------------------------------------------ | ------------------------------------------------------------------------ | ------------------------------------------------------------------------ | ------------------------------- | ------------------------------- | ------------------------------- |
| 1.                              | 25. јануар 2021.                                                         | Пријатељска утакмица                                                     | Олимпијски стадион Феликс Санчез, Санто Доминго                          | Доминиканска Република                                                   | 0 : 0                                                                    | Србија                                                                   |                                 | [ 17 ]                          |                                 |
| 1                               | Укупан број утакмица, постигнутих погодака и минута проведених на терену | Укупан број утакмица, постигнутих погодака и минута проведених на терену | Укупан број утакмица, постигнутих погодака и минута проведених на терену | Укупан број утакмица, постигнутих погодака и минута проведених на терену | Укупан број утакмица, постигнутих погодака и минута проведених на терену | Укупан број утакмица, постигнутих погодака и минута проведених на терену | 0                               | [ 36 ]                          |                                 |